# Película de Rollin

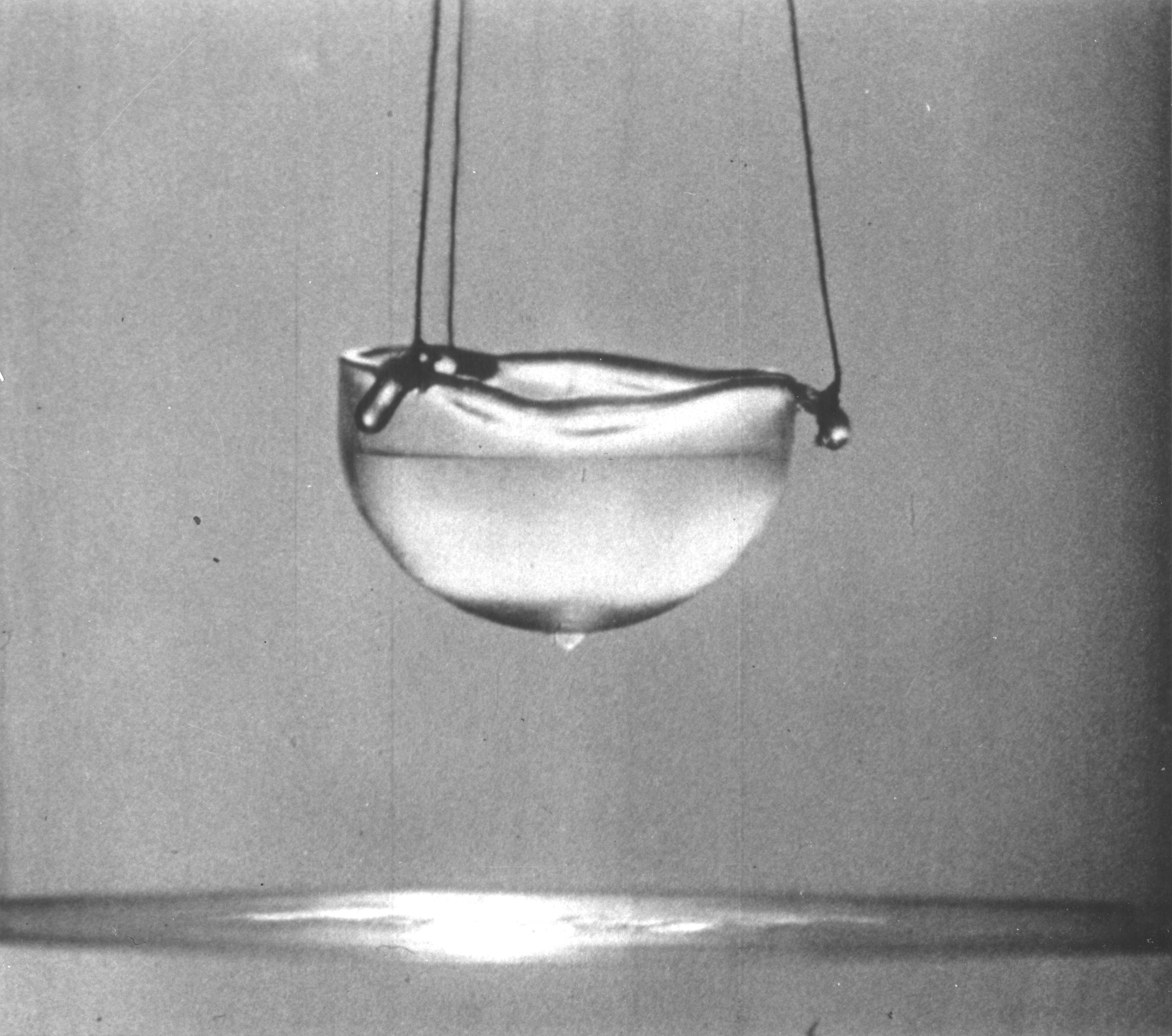
Helio líquido en su fase superfluida. El fluido se desliza sobre la superficie de la copa hasta juntarse en la parte de abajo. En esa parte se forma una gota que caerá. Finalmente, gota tras gota, la copa se vaciará.

El helio II trepará sobre superficies sólidas. Después de un tiempo, los niveles en ambos recipientes se nivelarán. La película de Rollin cubre también toda la superficie interior del contenedor. Si no estuviese sellado, el helio escaparía del contenedor.

Una película de Rollin es una capa delgada de unas 100 capas atómicas (unos 30 nm) de espesor compuesta de helio en su fase líquida conocida como helio II. Esta capa exhibe un comportamiento de deslizamiento sobre una superficie sólida que sobresalga encima del nivel del líquido. El helio II puede escapar de cualquier superficie que no esté cerrada reptando sobre ella y finalmente evaporándose a través de tubos capilares de cuyos diámetros sean de entre 10-7 metros y 10-8 metros o mayores. La película Rollin se llama así por un descubrimiento hecho en 1937 por Bernard Vincent Rollin, un físico del Laboratorio de Clarendon, Universidad de Oxford, y Francis Simon.
Las películas de Rollin tienen que ver con el efecto fuente, en el cual el helio superfluido se escapa de su contenedor brotando de manera similar a una fuente. Tienen una conductividad térmica muy alta. Si no fuera por la evaporación en presencia del calor, las películas de Rollin tendrían un índice de refracción muy bajo y serían prácticamente transparentes (el helio I tiene un índice de refracción de 1,026).
La capacidad que tiene el helio de subir obstáculos altos se conoce como efecto Onnes, llamado así en honor de Heike Kamerlingh Onnes. El efecto Onnes es posible gracias a que la capilaridad del helio II vence a la gravedad y a las fuerzas debidas a la viscosidad.
Las ondas que se propagan sobre la superficie de una película de Rollin están regidas por la misma ecuación que las ondas de gravedad presentes en aguas superficiales. Sin embargo, a diferencia de éstas, la fuerza de restauración en las películas de Rollin no es la gravedad sino la fuerza de Van der Waals. Estas ondas se conocen como tercer sonido.